# Wine Country

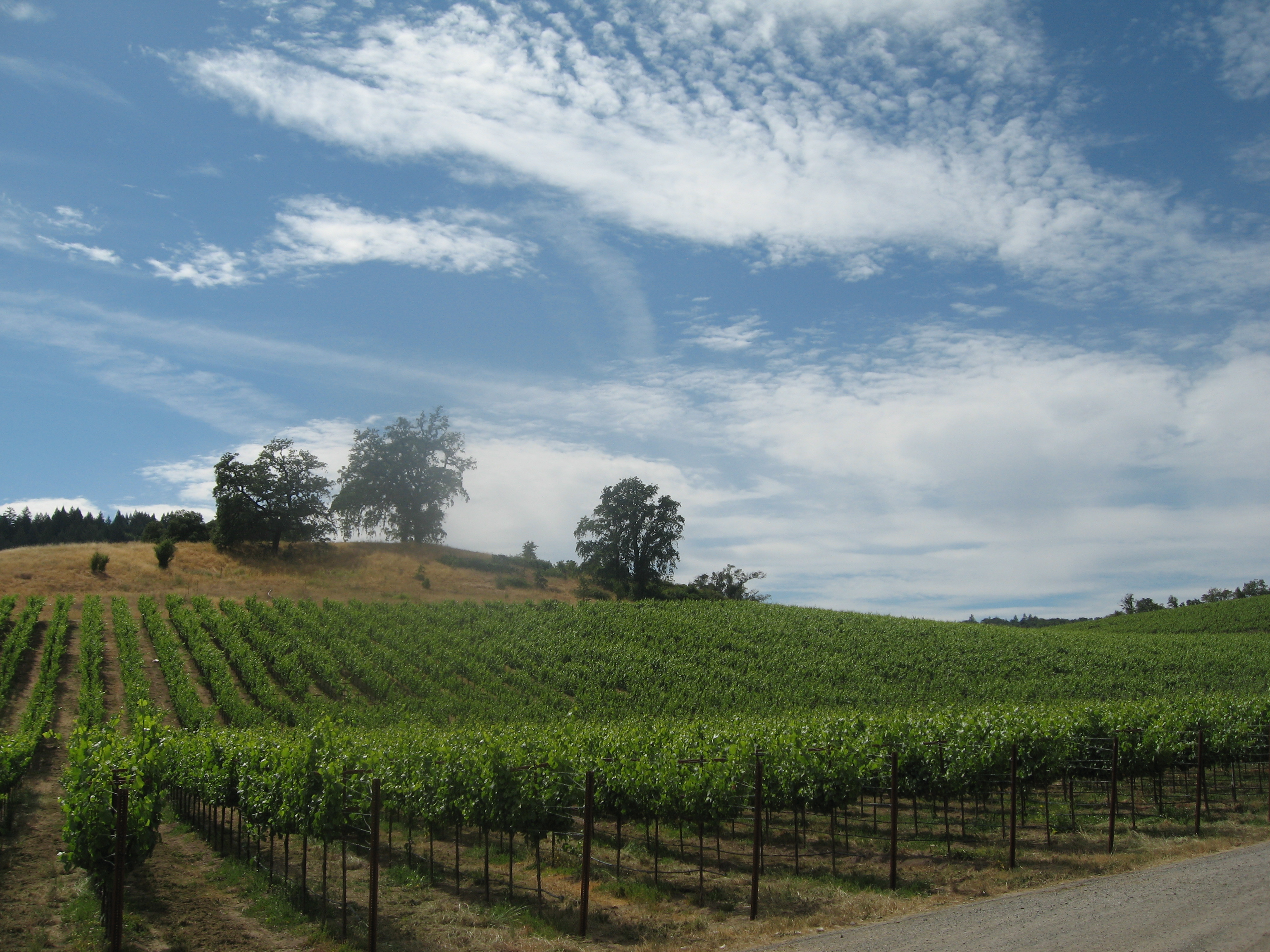
Weinberg im Russian River Valley, Sonoma County

Wine Country ist eine Weinbauregion in Nordkalifornien, die als das Herzstück des kalifornischen Weinbaus gilt. Sie liegt nördlich von San Francisco und besteht aus über 400, überwiegend in Sonoma County und Napa County angesiedelten Weingütern. Zu den bekanntesten Weinbaugebieten der Region gehören Napa Valley, Sonoma Valley, Dry Creek Valley, Alexander Valley und Russian River Valley.

## Gliederung nach Weinbaugebieten
Die Weinbauregion Wine Country liegt in den Counties Mendocino, Napa und Sonoma – in einigen Publikationen wird auch noch ein Teil von Lake County dazugerechnet. In diesen Counties liegen die folgenden American Viticultural Areas (AVAs):
- Mendocino County: Anderson Valley, Covelo, Mendocino und Potter Valley.
- Napa County: Atlas Peak, Los Carneros, Mount Veeder, Napa Valley, Oakville, Rutherford, Saint Helena, Stags Leap District und Yountville.
- Sonoma County: Alexander Valley, Bennett Valley, Chalk Hill, Dry Creek Valley, Green Valley of Russian River Valley, Knight’s Valley, Los Carneros, Northern Sonoma, Rockpile, Russian River Valley, Sonoma Coast, Sonoma Mountain und Sonoma Valley.
- Lake County: Clear Lake, Guenoc Valley, High Valley und Red Hills Lake County.

Wine Country ist damit eine Teilmenge der North Coast AVA, die neben Mendocino, Napa, Sonoma und Lake County auch Weinbaugebiete in den Counties Marin und Solano umfasst.

## Tourismus

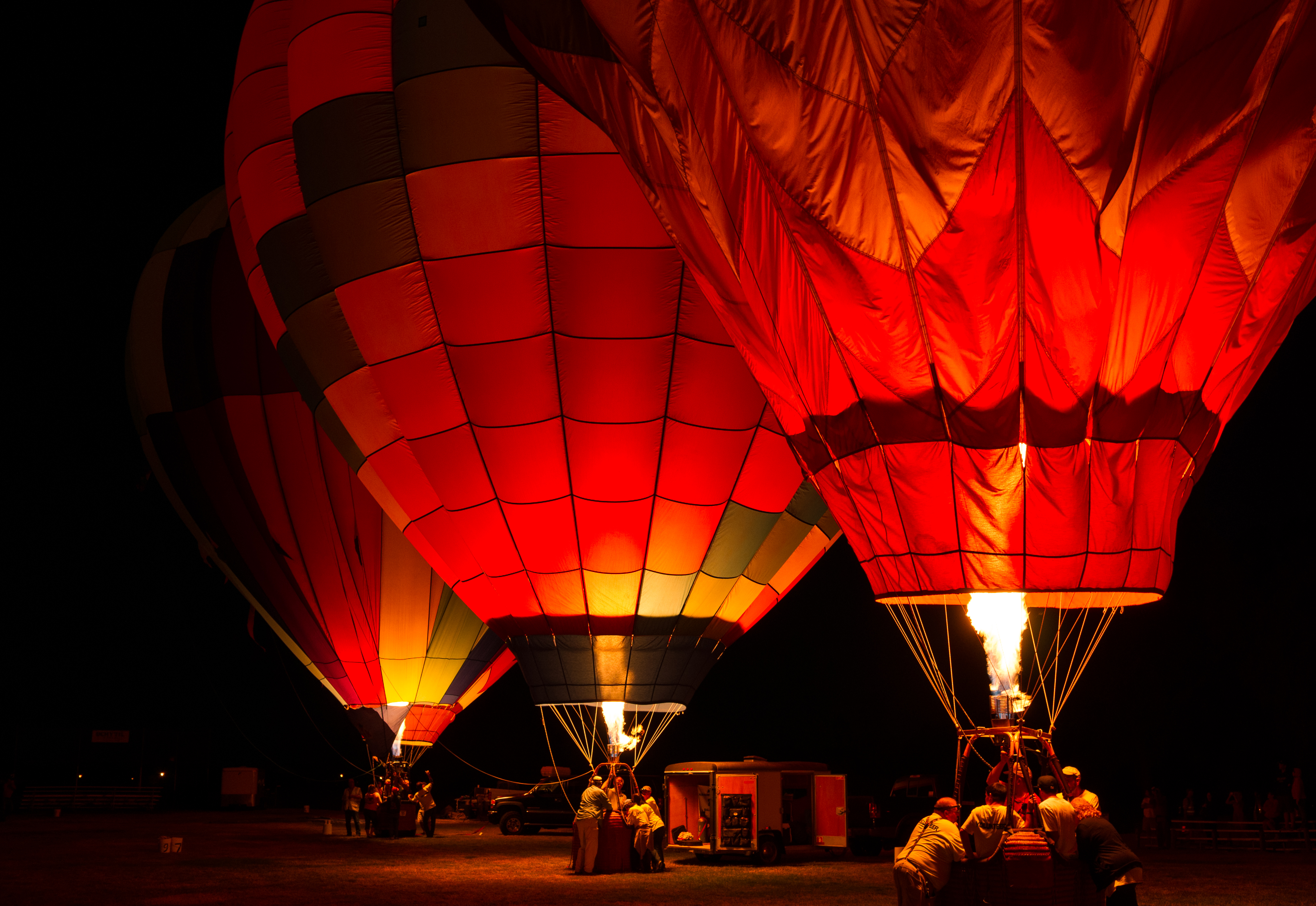
Sonoma County Hot Air Balloon Classic in Windsor 2012: Start der ersten Ballons um fünf Uhr morgens

Touristen besuchen das Wine Country nicht allein wegen des Weins, sondern auch zum Wandern, Radfahren oder Ballonfahren. Darüber hinaus ist das Wine Country auch für seine Bauernmärkte, die Thermalbäder und für seinen Versteinerten Wald bekannt.
Eine Reihe von saisonalen Festen locken Touristen in die Region, darunter:
- Napa Valley Mustard Festival: Zur Blüte des zwischen den Rebstöcken gepflanzten Senf finden seit 1993 jährlich von Ende Januar bis März im gesamten Wine Country Aktivitäten rund um Wein, kulinarische Spezialitäten und Kunst statt.[3]

- Sonoma Jazz Festival: Viertägiges Jazzfestival rund um den Memorial Day Ende Mai. Die Veranstaltung findet in einem mehrere tausend Personen fassenden Zelt in Sonoma statt.[4]

- Sonoma County Hot Air Balloon Classic: Einmal jährlich im Juli findet in Windsor eine Heißluftballonveranstaltung statt.[5]

- Sonoma County Harvest Fair: Ein jährlich stattfindendes Fest zur Erntezeit in Sonoma County, veranstaltet in Santa Rosa, Anfang Oktober.[6]

Zu den negativen Aspekten des Tourismus im Wine Country gehört, dass die durch Calistoga und Napa führende California State Route 29 an Wochenenden – insbesondere in den Sommermonaten – häufig durch starken Autoverkehr überlastet ist.

## Geschichte

### Die Anfänge und erster Boom während des Goldrauschs

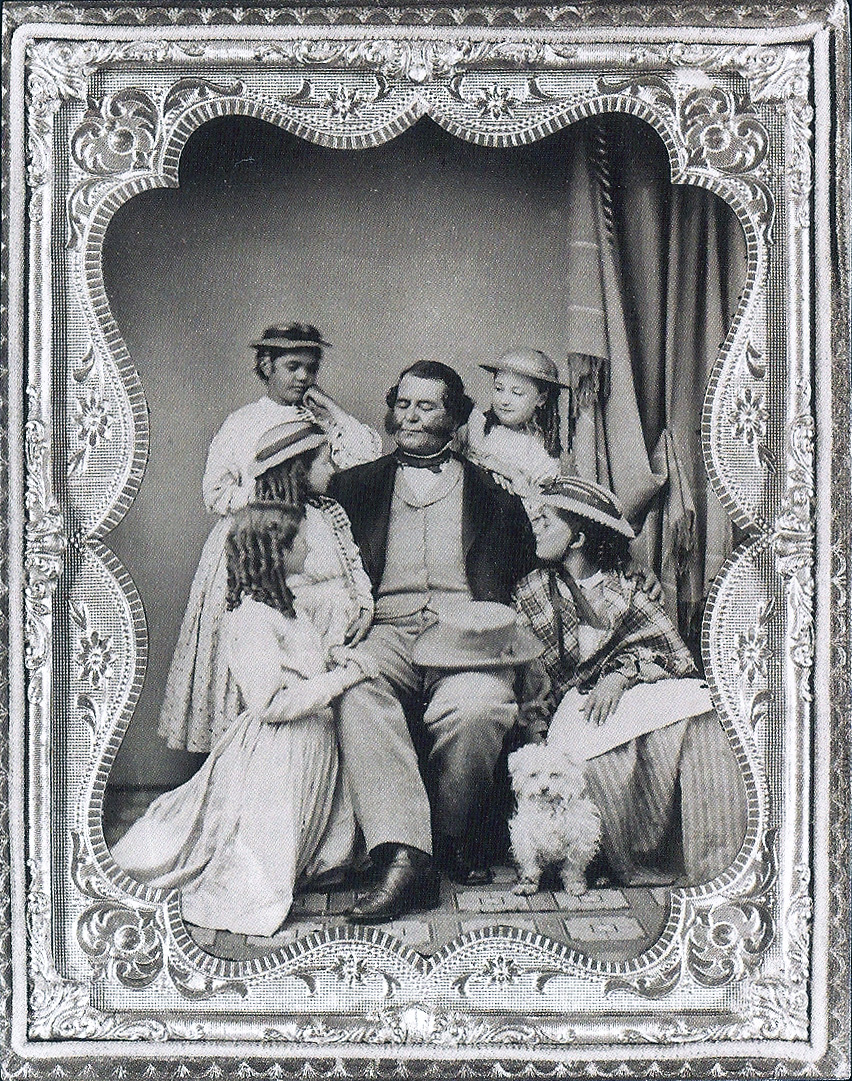
General Vallejo, militärischer Befehlshaber Nordkaliforniens und erster nicht kirchlicher Winzer in Sonoma (Fotografie, spätes 19. Jahrhundert)

Die Anfänge des Weinbaus im Wine Country liegen in der ersten Hälfte des 19. Jahrhunderts. 1823 gründete der Franziskanerpriester José Altimíra die Missionsstation San Francisco Solano, aus der sich später die Stadt Sonoma entwickelte. Die Missionare betrieben Rinderzucht, bauten Oliven an, pflanzten Reben und legten mit der Herstellung von Wein zu liturgischen Zwecken den Grundstein für die heutige Weinproduktion im Wine Country. Anders als heute lag das Hauptaugenmerk zu damaliger Zeit auf der Quantität und nicht auf der Qualität. Zeitgenössische Reisende berichteten, der von den Priestern hergestellte Wein sei von minderer Güte, eigne sich jedoch als Messwein und ergebe einen ordentlichen Aguardiente (Branntwein).
Den ersten privaten Weinanbau in Sonoma betrieb der mexikanische Militärkommandant von Nordkalifornien Mariano Guadalupe Vallejo. Im Zuge der 1834 begonnenen Auflösung des spanischen Missionssystems verteilte er einen Großteil der von ihm kontrollierten säkularisierten Flächen an seine Verwandten und Freunde. Er selbst behielt die besten Ländereien, baute Wein an und gewann in späteren Jahren bei Weinwettbewerben auf der California State Fair zahlreiche Preise.
Einen ersten Boom erlebte der Weinanbau im Wine Country während des Kalifornischen Goldrausches zwischen 1848 und 1854. Unter den nach Kalifornien eingewanderten Goldsuchern waren auch zahlreiche Italiener und Franzosen, die das nötige Wissen für die Weinherstellung mitbrachten. Einige von ihnen realisierten, dass sich mit dem Verkauf von Wein an Goldgräber mehr Geld machen ließ, als mit der Goldsuche selbst. Die durch den Goldrausch hervorgerufene Bevölkerungsexplosion schuf darüber hinaus einen ausreichend großen Absatzmarkt für den Wein.

### Agoston Haraszthy, Pionier des kalifornischen Weinbaus
siehe Ágoston Haraszthy